# Швајцарска на Европском првенству у атлетици у дворани 2015.
Швајцарска је учествовала на 33. Европском првенству у дворани 2015 одржаном у Прагу, Чешка, од 5. до 8. марта. Ово је било тридесет треће европско првенство у дворани на коме је Швајцарска учествовала, односно учествовала је на свим првенствима до данас. Швајцарска је пријавила 8 такмичра (2 мушкарца и 6 жена) али је такмичар у бацању кугле Грегори От отказао због болест тако да је репрезентацију Швајцарске представљало 7 такмичара (1 мушкарац и 6 жена) који су се такмичили у 6 дисциплина (1 мушке и 5 женске).
На овом првенству Швајцарска је делила 14 место по броју освојених медаља са 1 медаљом и то златном. У табели успешности према броју и пласману такмичара који су учествовали у финалним такмичењима (првих 8 такмичара) Швајцарска је са 3 учесника у финалу заузела 19 место са 16 бодова.
| Плас. | Земља      | 1. место | 2. место | 3. место | 4. место | 5. место | 6. место | 7. место | 8. место | Бр. финал. - Бод. |
| ----- | ---------- | -------- | -------- | -------- | -------- | -------- | -------- | -------- | -------- | ----------------- |
| 19.   | Швајцарска | 1 - 8    | –        | –        | –        | 2 - 8    | –        | –        | –        | 3 - 16            |

## Учесници
| Мушкарци: - Паскал Манчини — 60 м | Жене: - Муџинба Камбуђи — 60 м - Леа Шпрунгер — 400 м - Селина Бихел — 800 м - Ноеми Цберен — 60 м препоне - Никол Бихлер — Скок мотком - Ангелица Мосер — Скок мотком |  |

## Освајачи медаља (1)

### Злато (1)
- Селина Бихел - 800 м

## Резултати

### Мушкарци
| Атлетичар      | Дисциплина | Лични рекорд | Квалификације | Квалификације | Полуфинале   | Полуфинале | Финале   | Финале      | Детаљи |
| Атлетичар      | Дисциплина | Лични рекорд | Резултат      | Место         | Резултат     | Место      | Резултат | Место       | Детаљи |
| -------------- | ---------- | ------------ | ------------- | ------------- | ------------ | ---------- | -------- | ----------- | ------ |
| Паскал Манчини | 60 м       | 6,61         | 6,64 КВ, ЛРС  | 1. у гр. 3    | 6,60 КВ, =НР | 2. у гр. 1 | 6,62     | 5 / 37 (38) |        |

### Жене
| Атлетичарка     | Дисциплина   | Лични рекорд | Квалификације | Квалификације | Полуфинале            | Полуфинале            | Финале                | Финале       | Детаљи |
| Атлетичарка     | Дисциплина   | Лични рекорд | Резултат      | Место         | Резултат              | Место                 | Резултат              | Место        | Детаљи |
| --------------- | ------------ | ------------ | ------------- | ------------- | --------------------- | --------------------- | --------------------- | ------------ | ------ |
| Муџинба Камбуђи | 60 м         | 7,18 НР      | 7,22 КВ       | 1. у гр. 1    | 7,15 КВ, НР           | 2. у гр. 3            | 7,11 НР               | 5 / 37 (38)  |        |
| Леа Шпрунгер    | 400 м        | 53,71        | 53,97         | 5. у гр. 2    | није се квалификовала | није се квалификовала | није се квалификовала | 20 / 28      |        |
| Селина Бихел    | 800 м        | 2:00,93      | 2:01,95 КВ    | 1. у гр. 2    | 2:01,92 КВ            | 1. у гр. 1            | 2:01,95               |              |        |
| Ноеми Цберен    | 60 м препоне | 8,25         | 8,11 КВ, ЛР   | 3. у гр. 2    | 8,19                  | 7. у гр. 2            | нису се квалификовале | 15 / 25 (26) |        |
| Никол Бихлер    | Скок мотком  | 4,63 НР      | 4,45          | 11.           |                       |                       | нису се квалификовале | 11 / 22      |        |
| Ангелица Мосер  | Скок мотком  | 4,25         | 4,10          | 21.           | 21 / 22               |                       | нису се квалификовале |              |        |